# James Henry Daroux

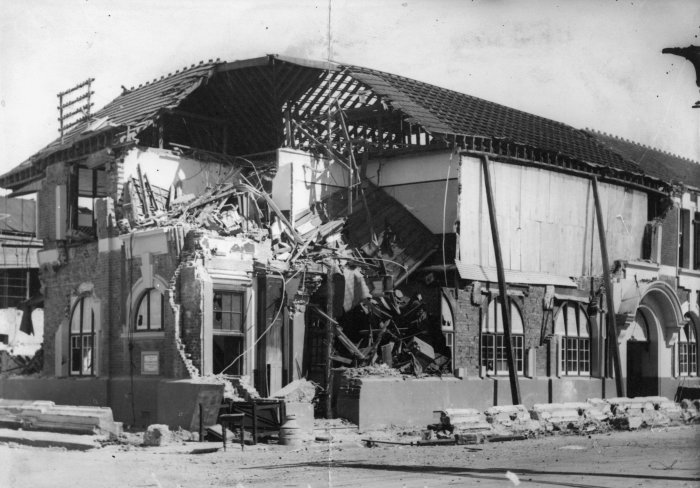
Postamt in Hastings nach dem Erdbeben 1931

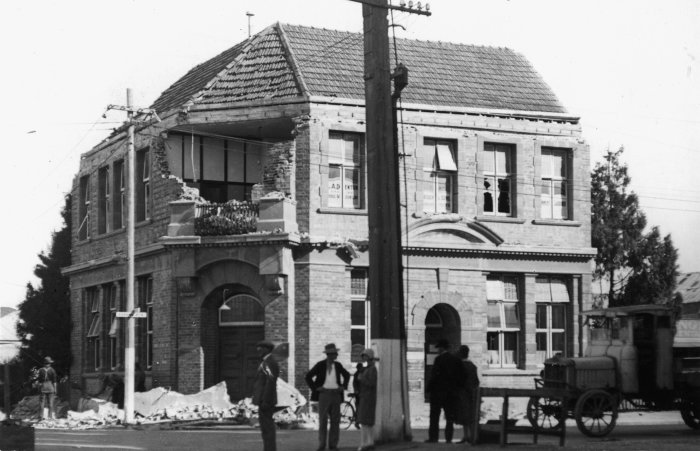
Hawkes Bay Tribune nach dem Erdbeben 1931

James Henry Daroux (* 22. September 1870 in Addisons Flat; † 25. Januar 1943) war ein Fotograf auf Neuseeland.

## Leben
Die Zwillingsbrüder James Henry und Louis John Daroux waren Söhne von Henri und Jane Daroux, geb. McPeak. James Daroux hielt sich 1905 in Wellington auf; er arbeitete als Fotograf unter der Adresse 45 Vivian Street. Spätestens seit 1911 lebte er mit seiner Ehefrau Florence Julia Daroux im Hutt Valley; für 1911 bis 1914 ist ein Wohnsitz in der Stevens Road in Hutt nachgewiesen; für 1915 ein Studio in Trentham. Während des Ersten Weltkrieges fotografierte er Soldaten, die sich auf ihren Einsatz vorbereiteten.
Weitere Lebensstationen sind durch Annoncen, die er hin und wieder veröffentlichen ließ, belegt: 1918 gab Daroux eine Anzeige auf, weil er ein Haus in Upper Hutt oder Wallaceville zu kaufen suchte, 1921 lebte er offenbar in Wallaceville, wo er im selben Jahr einen Bungalow in der Nähe des Trentham Hotel zu verkaufen wünschte.
James Henry Daroux wurde besonders durch seine Dokumentation der Zerstörungen, die das Erdbeben von Hawke’s Bay 1931 anrichtete, bekannt. 1948 wurden seine Bilder von der Alexander Turnbull Library angekauft, die mittlerweile auch den Nachlass seines Zwillingsbruders besitzt.